# Ombre a cavallo
Ombre a cavallo (The Shadow Riders) è un film TV di genere western, diretto da Andrew V. McLaglen, con Tom Selleck, Sam Elliott e Katharine Ross, basato sul romanzo The Shadow Riders di Louis L'Amour.
È andato in onda per la prima volta nel 1982 sulla NBC, mentre in Italia è stato trasmesso su Rai 1 nel 1985.

## Trama
Alla fine della Guerra di Secessione americana, il soldato confederato Dal Traven decide di tornare a casa sua in Texas. Sulla strada incontra suo fratello Mac, che ha prestato servizio come ufficiale dell'Unione. Messe da parte le rispettive divergenze, Dal e Mac arrivano a destinazione per scoprire che la loro fattoria è stata saccheggiata e le loro due sorelle, il loro fratello Jesse e la fidanzata di Dal, Kate, sono state rapite. 
Il responsabile è il maggiore Ashbury, ufficiale dei Confederati, che ha saccheggiato la loro casa (insieme a molte altre fattorie). Ashbury si è stabilito nel Golfo del Messico, dove sta aspettando di incontrare un contrabbandiere di nome Holiday Hammond. Ha in programma di scambiare le merci, il bestiame e i prigionieri che ha rubato con delle armi da fuoco per continuare a combattere l'Unione nonostante la fine delle ostilità. Jesse e Kate tentano di fuggire ma le cose non vanno secondo i piani: disperato, Jesse si tuffa in mare ma viene colpito e ritenuto morto.
Hammond arriva in barca e porta tutti i prigionieri, tranne Kate, in Messico per essere venduti e Ashbury lo accompagna. Dal e Mac seguono i confederati e incontrano il loro fratello ferito sopravvissuto. I tre attaccano il campo confederato e salvano Kate la quale li informa che le loro sorelle sono state portate in Messico. Tuttavia, nessuno di loro ha le conoscenze locali necessarie per muoversi in quel Paese così fanno evadere il loro zio Jack per guidarli.
Nel frattempo in Messico, Ashbury affronta Hammond. il quale rivela che non ha mai avuto intenzione di vendergli le armi e imprigiona il maggiore. Lo zio Jack riesce a condurre il gruppo verso il nascondiglio di Hammond e inizia una battaglia durante la quale Ashbury fugge, ma viene catturato da Dal. Questi si prepara a sparare ad Ashbury per vendetta, ma gli risparmia la vita, come Asbury aveva fatto con lui.
Hammond prende le sorelle Traven e tenta di scappare in treno, ma Dal e Mac lo inseguono a cavallo, raggiungendolo. I fratelli salvano le loro sorelle e catturano Hammond, ma proprio mentre i Travens si riuniscono, lo sceriffo texano che aveva messo Jack in prigione arriva per arrestarlo di nuovo. Tuttavia, i Travens convincono lo sceriffo a scambiare Jack per Hammond (l'uomo più ricercato in Texas). Con il resto dei prigionieri liberati, tutti e cinque i fratelli Traven, Kate e Jack iniziano il viaggio di ritorno in Texas.